# Caldy
Caldy (anciennement orthographié Calday) est une localité de la péninsule de Wirral, comté du Merseyside en Angleterre, au sud-est de West Kirby. Elle fait partie du ward de West Kirby & Thurstaston du district métropolitain de Wirral et de la circonscription de Wirral West. Au  recensement de 2001, Caldy comptait 1 290 habitants sur une population totale de 12 869 habitants.

## Histoire
Le village est mentionné dans le Domesday Book en 1086 comme appartenant à Hugues de Mere. Il se situe à proximité de Caldy Hill, une vaste étendue naturelle actuellement gérée par le National Trust. La plupart des maisons et des murs du centre du village sont construits en grès rouge local.
Caldy était l'un des cantons (township) de la paroisse de West Kirby dans le hundred de Wirral. Sa population était de 92 habitants en 1801, 142 habitants en 1851, 202 habitants en 1901 et 607 habitants en 1951. Jusqu'au XXe siècle, Caldy était un village de fermiers et d'agriculeurs. Puis, la Caldy Manor Estates Company a divisé le terrain en parcelles à bâtir, donnant naissance l'un des villages résidentiels les plus huppés du nord de l'Angleterre[Information douteuse]. Entre 1894 et 1933, Caldy a fait partie du district rural de Wirral, puis du district urbain de Wirral. Le 1er avril 1974, la loi sur la réorganisation des gouvernements locuaux en Angleterre et au Pays de Galles a entraîné le transfert de la majeure partie de Wirral, y compris Caldy, du comté de Cheshire à celui de Merseyside.
La gare de Caldy se trouvait sur la branche Hooton-West Kirby du Chester and Birkenhead Railway. La gare a fermé en 1954 et les voies forment maintenant la « Wirral Way » du Wirral Country Park.

## Géographie
Caldy est construite du côté occidental de la péninsule de Wirral, à l'est de l'estuaire de la Dee, à environ 3,5 kilomètres (2 mi) au sud-sud-est de la mer d'Irlande à Hoylake et 11 kilomètres (7 mi) à l'ouest-sud-ouest de la rivière Mersey à Woodside. Le centre du village a une altitude d'environ 44 mètres (144 pi) au-dessus du niveau de la mer.

## Éducation
Le lycée Calday Grange (Calday Range Grammar School) se trouve entre Caldy et West Kirby, avec le lycée West Kirby et le lycée Hilbre à proximité.

## Sport
Le Caldy Rugby Football Club, un club de rugby à XV, joue au Paton Field, à proximité de Thurstaston. L'équipe participe actuellement au championnnat, en deuxième division de la pyramide des ligues de rugby en Angleterre.
Pendant les mois d'été, le Caldy Cricket Club joue à Paton Field, à proximité de Thurstaston. Ils alignent actuellement quatre équipes du samedi dans la Liverpool and District Cricket Competition.

## Transport

### Route

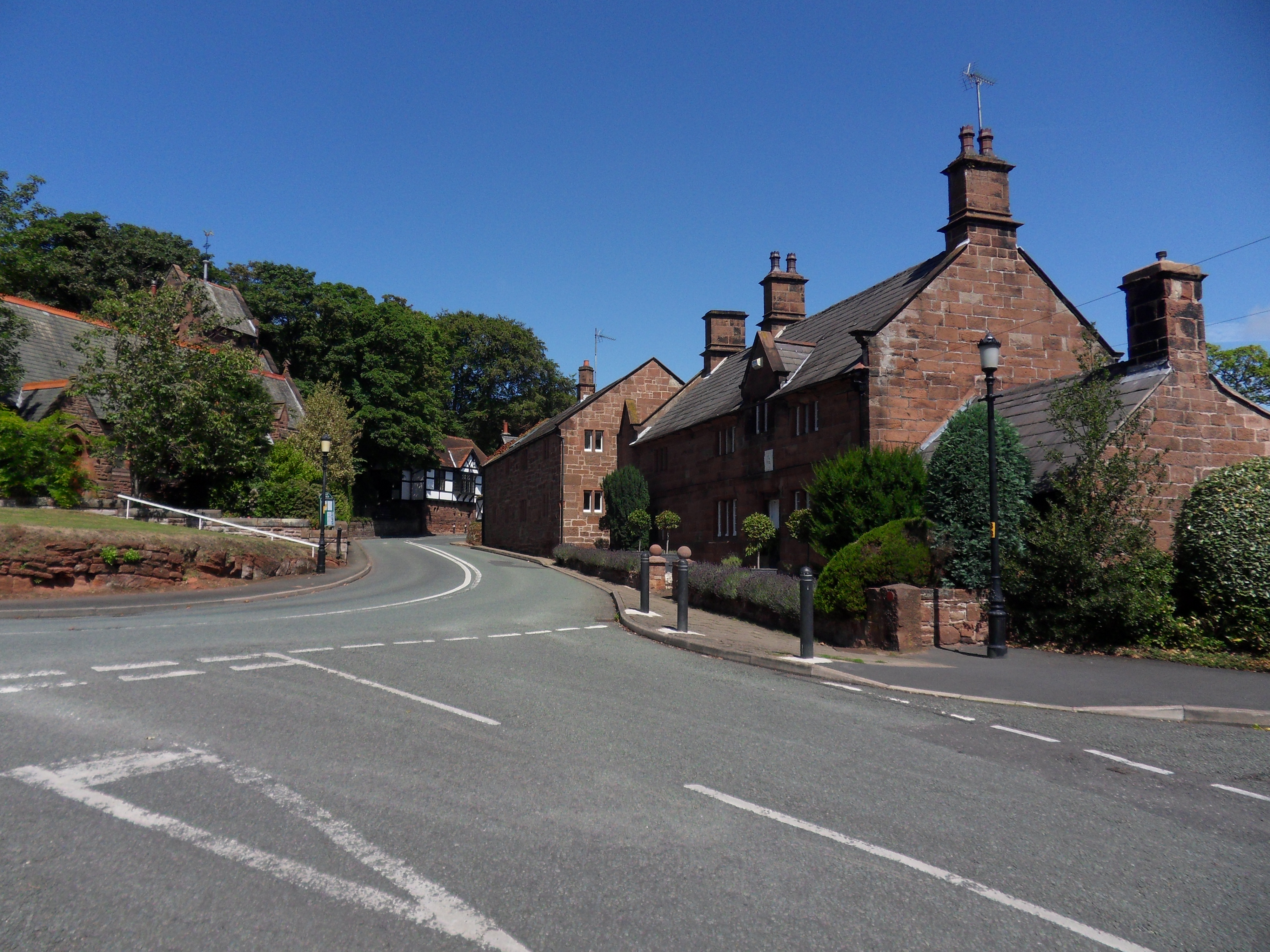
La B5140 à la jonction avec Croft Drive

Caldy est située au carrefour des routes B5140 et B5141, non loin de l'A540.

### Rail
Depuis la fermeture de la gare de Caldy en 1954, la gare la plus proche est West Kirby, sur la ligne Wirral du réseau Merseyrail.

## Personnalités liées à Caldy
Parmi les résidents de Caldy on compte plusieurs personnalités célèbres, notamment des footballeurs professionnel, tels que Robbie Fowler et Rafael Beníte. Lors d'une conférence de presse Rafael Benitez a fait référence à John the milkman (John le laitier) dans le Wirral en lançant une attaque cryptique contre l'ancien propriétaire du club de Liverpool, Tom Hicks, et le directeur général Christian Purslow.
Le poète et romancier Malcolm Lowry a passé son enfance à Caldy, de même que son frère le rugbyman anglais Wilfrid Lowry. L'auteur de science-fiction Olaf Stapledon a vécu à Caldy de 1940 jusqu'à sa mort en 1950.
Sir Cyril Clarke KBE, FRCP, FRCOG, (Hon) FRC Path, FRS, médecin, généticien et lépidoptère, a vécu à Caldy pendant de nombreuses années jusqu'à sa mort en novembre 2000[réf. nécessaire].